# Cantón de Blois-5
El cantón de Blois-5 era una división administrativa francesa, que estaba situada en el departamento de Loir y Cher y la región de Centro-Valle de Loira.

## Composición
El cantón estaba formado por 5 comunas, más una fracción de la comuna que le daba su nombre:
- Blois (fracción)
- Fossé
- Marolles
- Saint-Bohaire
- Saint-Lubin-en-Vergonnois
- Saint-Sulpice-de-Pommeray

## Supresión del cantón de Blois-5
En aplicación del Decreto nº 2014-213 de 21 de febrero de 2014, el cantón de Blois-5 fue suprimido el 22 de marzo de 2015 y sus 6 comunas pasaron a formar parte; cinco del nuevo cantón de Onzain y la fracción de la comuna que le daba su nombre se unió con las demás para que, por medio de una reestructuración cantonal, fueran creados los nuevos cantones de Blois-1, Blois-2 y Blois-3.